# Giochi nemei
I Giochi nemei erano uno dei quattro Giochi panellenici dell'antica Grecia, ed erano disputati a Nemea ogni due anni. In seguito, furono trasferiti nella città di Argo. 

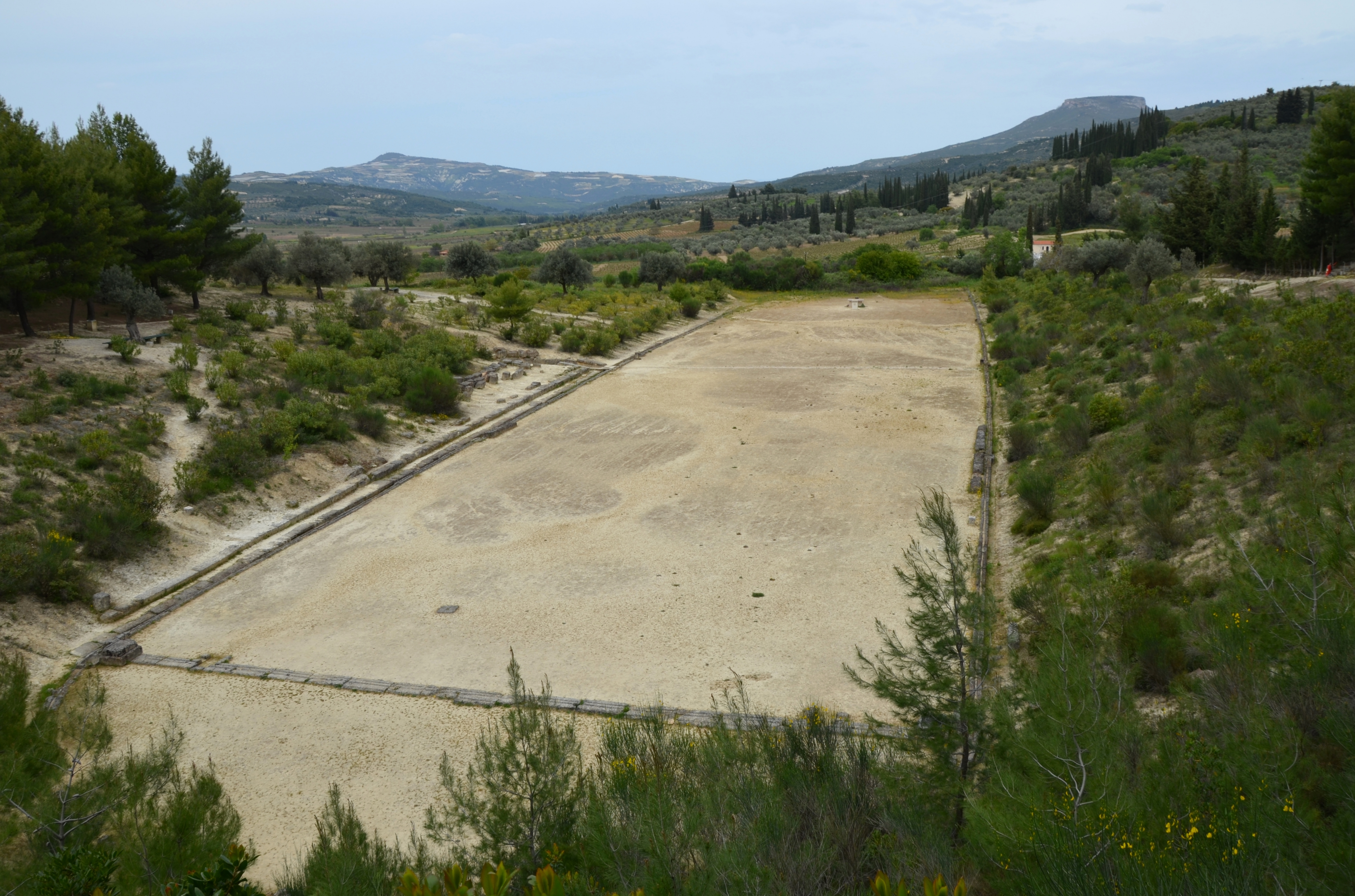
Antico stadion di Nemea.

## Origini
Secondo la leggenda, le origini dei Giochi nemei risalgono al tempo in cui la città era governata da Licurgo, forse lo stesso Licurgo legislatore di Sparta. Ofelte, figlio del re e della regina (in altre versioni del re e di Anfitea), stava dormendo su un giaciglio di foglie di prezzemolo, osservato dalla sua nutrice  Ipsipile. La nutrice vedendo arrivare i sette guerrieri, in viaggio da Argo verso Tebe, si allontanò dal principe per portare acqua ai combattenti. Durante la fatidica assenza il bambino venne aggredito da un serpente, il cui morso si rivelò fatale. I sette dunque, venuti a sapere dell'accaduto, fondarono i giochi in suo onore, e disposero che, in quanto giochi funebri, i giudici fossero tutti vestiti di nero in segno di lutto. Per ricordare il giaciglio sul quale Ofelte aveva perso la vita, il vincitore dei giochi veniva incoronato con un serto di foglie di prezzemolo. Una seconda versione della leggenda, dice fossero stati fondati da Eracle dopo aver sconfitto il Leone di Nemea. L'usanza di incoronare i vincitori con una corona di prezzemolo, venne poi abbandonata, a favore di una corona di sedano donata dalla città di Argo. In alternativa, si poteva ricorrere a una corona di quercia o a una di palma.

## Organizzazione
Con i Giochi Istmici, i Giochi nemei erano disputati ogni due anni, precisamente l'anno prima e l'anno dopo i Giochi Pitici ed i Giochi Olimpici, e come questi ultimi erano dedicati a Zeus, padre degli dei. I Giochi nemei si disputarono a partire dal 573 a.C. e vi poteva partecipare solo chi parlava greco. Si tenevano in estate, durante il mese di luglio.